# Chymomyza mexicana
Chymomyza mexicana är en tvåvingeart som beskrevs av Wheeler 1949. Chymomyza mexicana ingår i släktet Chymomyza och familjen daggflugor. Inga underarter finns listade i Catalogue of Life.